# Тьерсвиль
Тьерсви́ль (фр. Tierceville) — коммуна во Франции, находится в регионе Нижняя Нормандия. Департамент коммуны — Кальвадос. Входит в состав кантона Ри. Округ коммуны — Байё.
Код INSEE коммуны — 14690.

## Население
Население коммуны на 2010 год составляло 174 человека.
| 1962 | 1968 | 1975 | 1982 | 1990 | 1999 | 2010 |
| ---- | ---- | ---- | ---- | ---- | ---- | ---- |
| 97   | 131  | 96   | 123  | 113  | 138  | 174  |

## Экономика
В 2010 году среди 103 человек трудоспособного возраста (15—64 лет) 74 были экономически активными, 29 — неактивными (показатель активности — 71,8 %, в 1999 году было 74,7 %). Из 74 активных жителей работали 71 человек (38 мужчин и 33 женщины), безработных было 3 (2 мужчин и 1 женщина). Среди 29 неактивных 13 человек были учениками или студентами, 13 — пенсионерами, 3 были неактивными по другим причинам.